# Chrysopa climacia
Chrysopa climacia is een insect uit de familie van de gaasvliegen (Chrysopidae), die tot de orde netvleugeligen (Neuroptera) behoort. 
Chrysopa climacia is voor het eerst wetenschappelijk beschreven door Navás in 1935.